# Yolimar Rojas
Yolimar Rojas Avendaño (Mérida, Venezuela, 10 de enero de 1981) es una futbolista profesional venezolana, se desempeña en el terreno de juego como delantera y su actual equipo es el Caucheros FC de la Liga Nacional de Fútbol Femenino de Venezuela. 

## Clubes
| Club                  | País      | Año           |
| --------------------- | --------- | ------------- |
| Estudiantes de Mérida | Venezuela | 2003-2007     |
| Fundemer FC           | Venezuela | 2007-2008     |
| Caucheros FC          | Venezuela | 2009-presente |

## Palmarés
- Liga Nacional de Fútbol Femenino de Venezuela 2003-2004 - Campeona
- Liga Nacional de Fútbol Femenino de Venezuela 2004-2005 - Campeona
- Liga Nacional de Fútbol Femenino de Venezuela 2007-2008 - Campeona

### Distinciones individuales
| Distinción                                                           | Año       |
| -------------------------------------------------------------------- | --------- |
| Máxima goleadora de la Liga Nacional de Fútbol Femenino de Venezuela | 2003-2004 |
| Máxima goleadora de la Liga Nacional de Fútbol Femenino de Venezuela | 2004-2005 |
| Mejor Jugadora de la Liga Nacional de Fútbol Femenino de Venezuela   | 2003-2004 |
| Mejor Jugadora de la Liga Nacional de Fútbol Femenino de Venezuela   | 2004-2005 |

### Records
Yolimar Rojas posee el récord de más goles en una temporada en la Liga Nacional de Fútbol Femenino de Venezuela en la temporada 2004-2005, cosechando 60 goles en total.
También posee el récord de más goles en un partido de la Liga Nacional de Fútbol Femenino de Venezuela, anotando 10 goles vs Deportivo Ávila, partido disputado el 2 de mayo de 2005 con un resultado a favor de Estudiantes de Mérida 13 - 0 sobre el equipo avileño.